# あきやまうに
あきやま うに（4月11日 - ）は、日本の作曲家。

## 経歴
千葉県出身で、小学校1年から中学校3年までピアノを習っていた。学生時代の部活は吹奏楽をやっており、チューバとホルンを演奏していた。
主にゲームミュージックを手掛けている。黄昏フロンティアに所属しており、『砕月』などの『東方Project』の楽曲を書いた他、個人として『うみねこのなく頃に』にも参加した。

## 制作手法
楽曲の制作においては生楽器を使うこともある。

## 作品
- 東方萃夢想 〜 Immaterial and Missing Power.
- 東方緋想天 〜 Scarlet Weather Rhapsody.
- 東方非想天則 〜 超弩級ギニョルの謎を追え
- 東方心綺楼 〜 Hopeless Masquerade.
- 東方深秘録 〜 Urban Legend in Limbo.
- 東方憑依華 〜 Antinomy of Common Flowers.
- 東方ダンマクカグラ
- ひぐらしデイブレイク
- うみねこのなく頃に